# Kalmár György (diplomata)

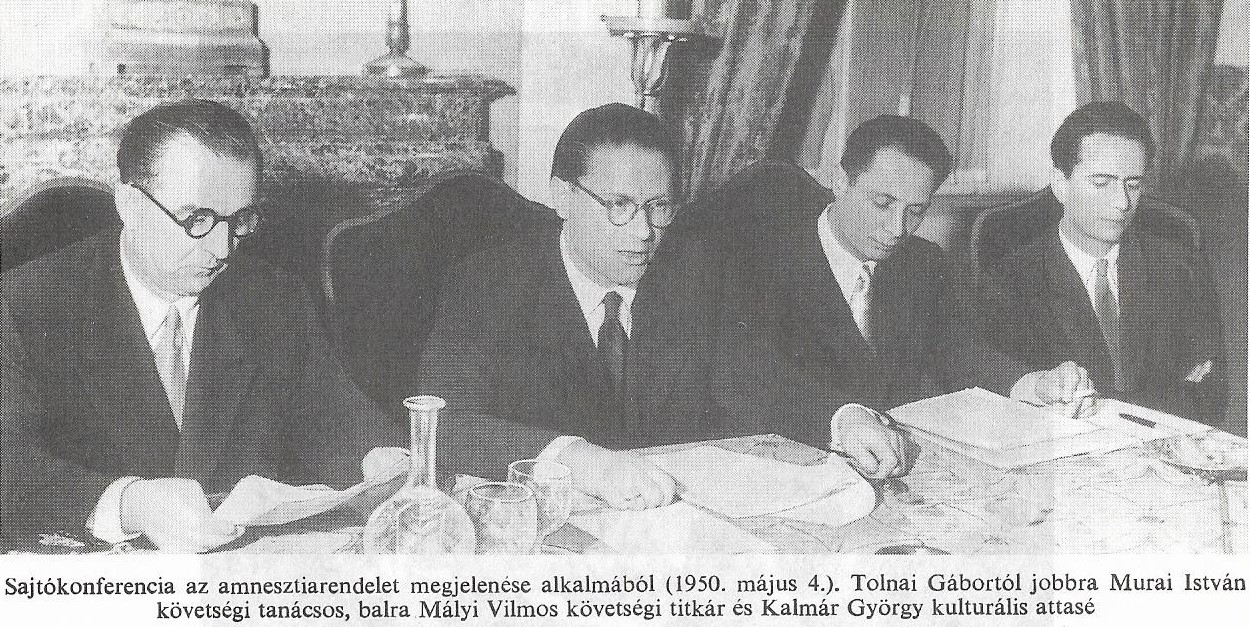
(Forrás: Tolnai Gábor: Szóbeli jegyzék)

Kalmár György (Budapest, 1923. március 20. – Gyömrő, 2021. január 14.) diplomata.

## Életpályája
Apja Eckstein Gyula irodagép-műszerész, később a Rheinmetall A.G. irodagépgyártó cég magyarországi vezérképviselője. Anyja Barna Margit, aki a Günszberg családfán keresztül rokonságban állt – többek között – Bródy Sándor íróval és Gábor Dénes fizikussal is. 
A Cukor utcai elemi után az Eötvös József reáliskolában érettségizett, de továbbtanulásra a zsidótörvények miatt nem volt lehetősége. 
1944 áprilisában behívót kapott munkaszolgálatra, majd novemberben visszavitték Budapestre, ahol már javában folytak a deportálások. Sikerült megszöknie, és Pestszentlőrincen bujkálva érte meg a háború végét. A háború után a pestszentlőrinci városházán kezdett dolgozni, majd a közigazgatási képesítő tanfolyam elvégzése után városi aljegyzői kinevezést kapott. 1947-ben azután miniszteri fogalmazó lett a Külügyminisztériumban, majd néhány év minisztériumi munka és futárút után 1950-ben követségi attasé lett a római nagykövetségen, ami a Római Magyar Akadémia igazgatói kinevezésével járt. Innen két és fél év után Togliatti denunciálásának köszönhetően hirtelen visszahívták.
1952 októberében első beosztott lett a bukaresti nagykövetségen, ahol 1955-ig teljesített szolgálatot. 1961-ben a torinói kiállítás magyar pavilonját vezette. 1962-től első beosztottként újabb ciklust kezdett Bukarestben, majd 1977-ben megint, eközben 1969-1973 között újra a Római Magyar Akadémia igazgatója volt.
1985-ben vonult nyugdíjba, utána öt évig a Művelődésügyi Minisztérium tanácsadójaként működött. 2021. január 14-én hunyt el a gyömrői Harmónia Idősek Falva lakójaként. 
Munkássága az olasz-magyar kulturális kapcsolatok fejlődése mellett kiterjedt az erdélyi magyar kultúra támogatására is, többek között Gálfalvi Zsolt, Gáll Ernő, Sütő András, Méliusz József, Demény Lajos, Marosi Barna, Majtényi Erik, Szász János, Domokos Géza, Csíky Csaba útját igyekezett segíteni.